# Soir de fête
Soir de fête, opus 32, est un poème symphonique d'Ernest Chausson composé en 1897-1898. 

## Présentation
Soir de fête est composé à Fiesole pendant l'automne 1897 et achevé au début de 1898.
L'œuvre est dédiée à Édouard Colonne, qui la crée à la tête des Concerts Colonne le 13 mars 1898 à Paris,.
L'argument du poème symphonique est allusif, Chausson souhaitant seulement « opposer le mouvement d'une foule joyeuse et turbulente au calme poétique de la nuit silencieuse »,,. 
Pour le musicologue François-René Tranchefort, la pièce est « une promesse pour tout l'avenir de la musique française : remarquable pas sa plasticité orchestrale, par une subtile utilisation des timbres [...], elle fait prévoir un certain Debussy, celui de Fêtes ». 
Un avis partagé par Gilles Thiéblot, qui écrit : « cette œuvre nous révèle un Chausson pionnier dans la recherche timbrique et la fragmentation instrumentale caractéristiques de l'orchestration debussyste ».

## Analyse
Le plan de la partition se conforme à l'opposition entre nature festive et vespérale. Dans un premier temps, un motif « animé », au tutti, en la bémol majeur, brosse rythmiquement l'agitation de la fête, complété dans un second temps par un deuxième motif exposé à la clarinette solo, plus retenu. La quiétude du soir est ensuite dépeinte par un premier motif aux cordes puis un deuxième, « plus calme », exposé au hautbois solo par une mélodie à l'ambitus restreint, autour de notes pivots,. 
S'ensuit un « poétique épisode nocturne impressionniste ». Puis les bruits de fête des deux premiers thèmes réapparaissent, avant de s'évanouir « sous un roulement des timbales : la nuit s'installe définitivement avec une courte réminiscence de la mélodie du hautbois, et l'œuvre s'achève dans le pianissimo des cordes et des harpes », en mi majeur. 
La durée moyenne d'exécution de Soir de fête est de quinze minutes environ. 